# Viridigona cecilia
Viridigona cecilia är en tvåvingeart som beskrevs av Stefan Naglis 2003. Viridigona cecilia ingår i släktet Viridigona och familjen styltflugor.
Artens utbredningsområde är Costa Rica. Inga underarter finns listade i Catalogue of Life.